# Championnats d'Afrique de taekwondo
Les Championnats d'Afrique de taekwondo sont des championnats d'Afrique généralement organisés tous les deux ans pour départager les meilleurs taekwondoïstes africains. La première édition a eu lieu en 1979 à Abidjan, en Côte d'Ivoire. Les épreuves féminines sont intégrées à partir de 1996.

## Éditions
| Année | Ville hôte       | Pays           |
| ----- | ---------------- | -------------- |
| 1979  | Abidjan          | Côte d'Ivoire  |
| 1987  | Nairobi - annulé | Kenya          |
| 1993  | Le Caire         | Égypte         |
| 1996  | Johannesbourg    | Afrique du Sud |
| 1998  | Nairobi          | Kenya          |
| 2001  | Dakar            | Sénégal        |
| 2003  | Abuja            | Nigeria        |
| 2005  | Antananarivo     | Madagascar     |
| 2009  | Yaoundé          | Cameroun       |
| 2010  | Tripoli          | Libye          |
| 2012  | Antananarivo     | Madagascar     |
| 2014  | Tunis            | Tunisie        |
| 2016  | Port-Saïd        | Égypte         |
| 2018  | Agadir           | Maroc          |
| 2021  | Dakar            | Sénégal        |
| 2022  | Kigali           | Rwanda         |
| 2023  | Abidjan          | Côte d'Ivoire  |